# Paracantha
Paracantha is een geslacht van insecten uit de familie van de Boorvliegen (Tephritidae), die tot de orde tweevleugeligen (Diptera) behoort.

## Soorten
- P. culta (Wiedemann, 1830)
- P. cultaris (Coquillett, 1894)
- P. forficula Benjamin, 1934
- P. genalis Malloch, 1941
- P. gentilis Hering, 1940